# Elephantiformes
Elephantiformes è un sottordine di grandi mammiferi erbivori, strettamente imparentati con gli elefanti. Questo sottordine contiene i generi Eritreum, Hemimastodon, Palaeomastodon, Phiomia, e il clade Elephantimorpha, vissuti in Nord America, Africa ed Eurasia, dall'Eocene superiore all'epoca moderna.